# 古澤憲吾
古澤 憲吾（ふるさわ けんご、1919年〈大正8年〉3月30日 - 1997年〈昭和62年〉1月16日）は、日本の映画監督。佐賀県鳥栖市出身。

## 来歴
1943年（昭和18年）、日本大学専門部美学科を卒業し、東宝に入社。同年、海軍の航空戦隊に入隊。
1944年（昭和19年）、東宝が陸軍省の至上命令で製作した『加藤隼戦闘隊』（山本嘉次郎監督）に助監督参加。
1945年（昭和20年）、復員後、日大に復学。
1947年（昭和22年）、日大を卒業。
1948年（昭和23年）、東宝の監督部に入社。東宝復帰後は、市川崑、渡辺邦男、松林宗恵、本多猪四郎、稲垣浩、鈴木英夫らの助監督を務めた。
1959年（昭和34年）、『頑張れゴキゲン娘』で監督に昇進する。
1962年（昭和37年）、『ニッポン無責任時代』が大ヒットを収め、以降、クレージー映画を多数手掛けるほか、若大将シリーズをはじめとする娯楽映画のメガホンをとった。
1970年（昭和45年）、東宝を退社。日本の近現代史を描く大作映画『アジアの嵐』の製作を企画していたが、実現することは無かった。

## 人物
「パレンバン降下作戦の勇士だった」と自称していたことから、「パレンバン」や「パレさん」の愛称で親しまれた。しかし、古澤が航空部隊に入隊したのは「パレンバン襲撃」の後であり、監督の松林宗恵なども「あれはでまかせだから」と述べている。俳優の夏木陽介も、照明技師の西川鶴三から事実ではないと聞かされていた。ただ実際の降下作戦ではないが、古澤自身は助監督として参加した『加藤隼戦闘隊』（1944年、山本嘉次郎監督）で、パレンバン降下作戦の再現シーンに落下傘部隊員役で出演してはいる。
クレージー映画や若大将シリーズでのクレジットタイトルで、画面の奥から名前が飛び出してくるような特殊なクレジットを使ったり、空撮・俯瞰ショットの多用、劇中で「軍艦マーチ」を流したり、登場人物に「人生劇場」を口ずさませたりするといった独特の作風で知られる。変わり者というエピソードとして「原節子は俺に惚れていた」などと怪しいことを吹聴したり、または常に全身黒ずくめの出で立ちだった岡本喜八に対抗してか、上下真っ白なスーツに帽子・靴下に靴まで白づくめで現場に立つなど、奇人としても知られた。一度、木下藤吉郎の故事の真似をして俳優の履物を懐で温めていた所、この役者に馬鹿にされてしまい「感激してくれると思ったのに、あの馬鹿野郎!」と怒り心頭だったという。
演出時のテンションの高さは撮影所でも有名だった。撮影中の指示はとにかく大声で、始終怒鳴りまくっていた。佐藤允は、古澤は演出のこだわりが強く、厳しく指導することもあったと証言している。また小林夕岐子によると、これは東宝の監督では珍しかったという。東宝の俳優であった中島春雄は、古澤は口数が多くてうるさく、調子の良い人物であったと証言している。
撮影中の怪我はしょっちゅうであり、オープンカーによる移動撮影で「用意!」の声の後、車から転げ落ちて「カット」が言えずに松葉杖を突く怪我を負ったこともあった。
「なんでもいいからキャメラを回せ」が口癖で、勢いで全て進めて行くタイプだった。「画面に動きが無いと勢いが生まれない」と、室内のカットでも背後に歩行者を写し込む手法を多用しており、また短いカットシーンを好んだ。浜美枝によると「他の監督の映画より圧倒的にフィルムチェンジが多かった」と語っている。一度フィルムチェンジ中でフィルムマガジンが空なのにもかかわらず「なぜキャメラを止めてるんだ、いいから回せ!」とフィルム無しで演出を続行したことがあったという。ただし特技監督の中野昭慶は「実際は言動に反して性格は繊細で、現場の流れや勢いに任せて撮ることはなかった」と語っている。『日本一のゴマすり男』の冒頭に植木等演じる主人公が、父親に頼まれて（文字通り）ゴマをするシーンで、そのすぐ横の竹かごに子猫を2匹用意させ、その愛らしさで観客の心を和ませようという部分まで計算していたこともあったという。また『海の若大将』などの試合シーンの撮影にあたって「観覧に来てくれれば、加山雄三の歌を聞かせる」などと新聞広告を打ち、押し寄せた大量の加山ファンにそのままエキストラとして参加して貰うなど、アイデアマンの一面もあった。
「クレージー映画」では余りに前後の脈絡のない「中抜き撮影」の多用に、演技理論を破綻させられた浜美枝は真剣に悩んで疑問を呈した所「何も考えなくていいんだ!」と返されたという。浜によると、植木もこれには頭を抱えて悩んでいたという。
植木が後に語ったところによると、古澤作品に初参加の藤岡琢也が撮影現場にやってくると、古澤は「藤岡君、私はリアルを追求する監督だからね」と言ったという。そこで藤岡が、植木にそれは本当なのかと尋ねたところ植木は「我々が考えるリアルとあの人が考えるリアルは、こんなにも違うのかと思うことになるよ」と答えたという。また由利徹を気に入っており、クレージー作品を始めとするコメディ物には人見明と共に、度々出演させて重用された。美術監督の村木忍とのコンビも多く、村木をいつも「女史！」と呼んで重用していた。
夏木陽介によれば助監督を務めた『密告者は誰か』では、夏木に対して監督の熊谷久虎と逆の動きを指示し揉めるなど、助監督時代から目立つ存在であったと証言している。同作品の夏木が川の中を走るシーンでは、当時からトレードマークになっていた白いスーツが汚れるのを厭わず演技指導を行い、これに感心した夏木は古澤と仲良くなったという。『今日もわれ大空にあり』の時に古澤は夏木に結婚を勧めていたが、候補として連れてきた相手は当時15歳の酒井和歌子であったという。
特撮戦記映画『青島要塞爆撃命令』（1963年）では「特撮は迫力が無いから使わない！」と主張。特技監督の円谷英二に「じゃあ、特撮は無しでやってみなさい」といなされて古澤のみで撮影に入ったが、結局円谷の所へ詫びを入れる始末となった。その後は特撮の出来を見て「やっぱり円谷だよな」と平伏していたという。
東京裁判に異議を唱える立場から日本の近現代史を描く『アジアの嵐』の企画を東宝に提出し続けていたが、政治的話題を嫌う東宝の社風に阻まれて実現することはなかった。「日の丸の赤い色」が大好きで、自作映画のタイトルの色にもこだわり、納得のいく「日の丸の赤色」にするため現像所にまで押し掛けた。このため、現像所では古澤のイメージするこの赤色を「パレ赤」と呼んでいた。古澤の作品のラストが必ずこの「パレ赤」のタイトルが出て終わるのもこうした古澤のこだわりだった。
晩年は名を全穏（まさとし）と改め、消火器販売や駐車場の管理人・建築現場の交通整理をして生計を立てていたという。また共産党嫌いでも知られた。左翼映画の巨匠で、政治的には東宝争議以来の仇敵ともいうべき山本薩夫の邸にそれと知らずに消火器を売りに訪れ、慌てて踵を返したこともあった。松林は古澤について「あれはホントの右翼だったからね」と語っている。
市川崑が東宝で喜劇を多く撮っていた頃に何度か助監督に付くことがあり、市川は後年、助監督時代の古澤について「麻雀が好きで、ロケーションに行くといつも誘いに来た」「用があって彼の下宿に寄ったら、六畳間くらいの小さな部屋で、一人でバイオリンを弾いていた」「時に純情だったり、寂しがりやだったり、右寄りだったり左寄りだったり、不思議な男なんですよ」と語り、また、徹夜が続くとセットの隅で平気で寝ていることがあったが、市川が一喝して起こすと「本番いこう！」と叫んで平然と起き上がったり、映画『プーサン』のチーフ助監督として参加すると知った市川が、内容が左傾的で古澤向きではないと説明しても「これこそ、僕の付きたかったものです！」と意に介さなかったなどの逸話も語っている。

## 監督作品

### 映画
- 頑張れゴキゲン娘（1959年）
- アイ・ラブ・ユウ（1959年）
- 僕は独身社員（1960年）
- 大空の野郎ども（1960年）
- サラリーマン 奥様心得帖（1961年）
- 青い夜霧の挑戦状（1961年）
- アワモリ君売出す（1961年）
- アワモリ君乾杯!（1961年）
- アワモリ君西へ行く（1961年）
- 重役候補生No.1（1962年）
- クレージー映画
  - ニッポン無責任時代（1962年）
  - ニッポン無責任野郎（1962年）
  - 日本一の色男（1963年）
  - 日本一のホラ吹き男（1964年）
  - ホラ吹き太閤記（1964年）
  - 日本一のゴマすり男（1965年）
  - 大冒険（1965年）
  - 日本一のゴリガン男（1966年）
  - クレージー大作戦（1966年）
  - 日本一の男の中の男（1967年）
  - クレージーのぶちゃむくれ大発見（1969年）
  - クレージーの大爆発（1969年）
  - 日本一のヤクザ男（1970年）
- 若い季節（1962年）
- 青島要塞爆撃命令（1963年）
- 今日もわれ大空にあり（1964年）
- 続・若い季節（1964年）
- 西の王将・東の大将（1964年）
- 若大将シリーズ
  - 海の若大将（1965年）
  - アルプスの若大将（1966年）
  - 南太平洋の若大将（1967年）
- 幕末てなもんや大騒動（1967年）
- 蝦夷館の決闘（1970年）
- ユートピア（1972年）
- どてらい男（1975年）
- おしゃれ大作戦（1976年）
- アジアの嵐（未完成）

### テレビ
- 流星人間ゾーン（1973年）
- どてらい男（1973年 - 1975年）
- 小さなスーパーマン ガンバロン（1977年）

## 関連CD
- 『日本一のサントラ大作戦　古澤憲吾ミュージック・アンソロジー』（2006年・テイチクエンタテインメント） ※廃盤

主な監督作品のタイトルバック（テーマ）曲を、可能な限りオリジナル音楽テープを音源として収録。ボーナス・トラックとして「軍艦マーチ」も収録している。